# 馬山浦事件
馬山浦事件（まさんほじけん）は、1899年、ロシア帝国が大韓帝国南部の馬山浦を占拠し、同地に単独租界を設置しようとした事件。

## 概要

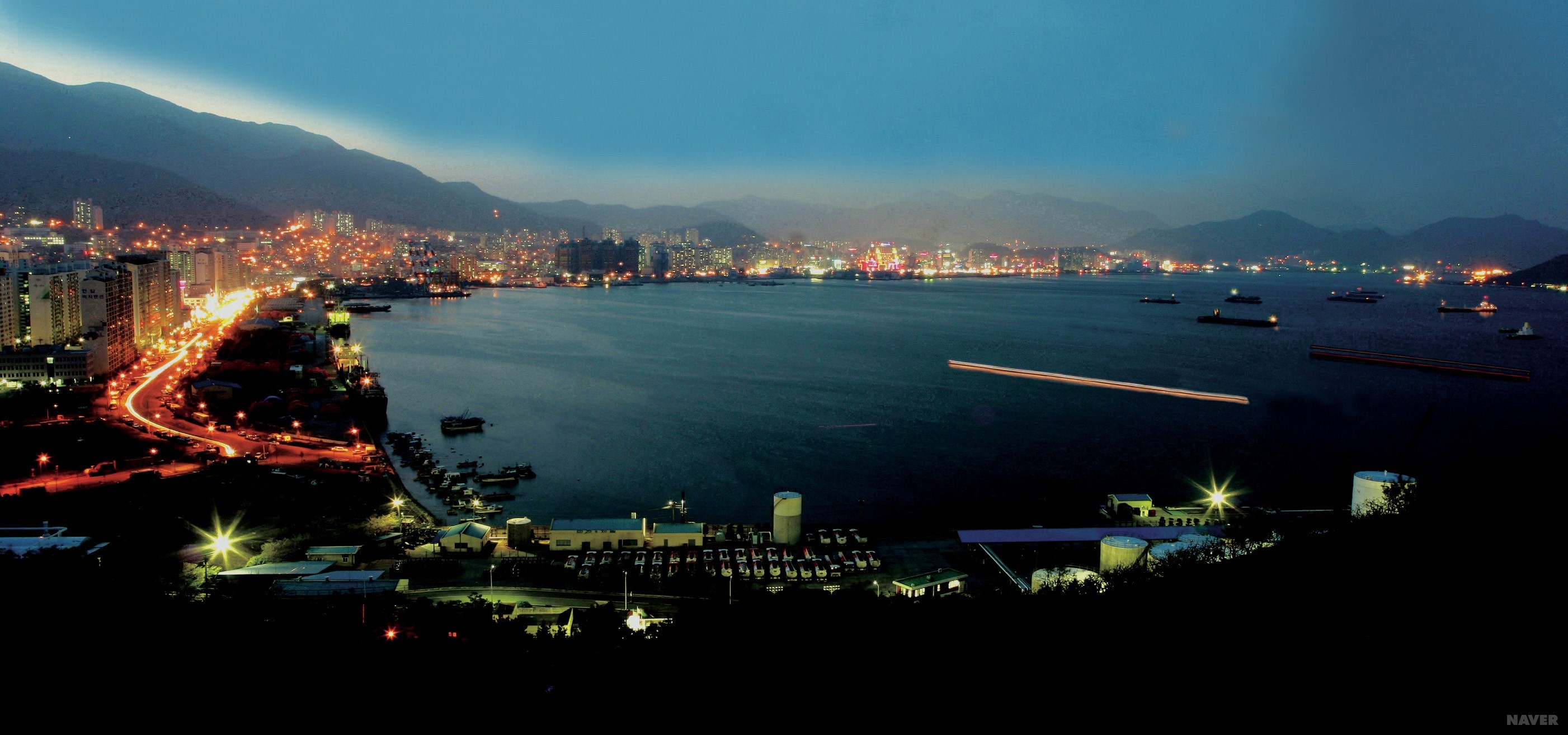
現在の馬山

近代に入ると、対馬海峡にほど近く鎮海湾を抱く慶尚南道馬山浦（現、昌原市）一帯はロシア帝国と日本帝国の覇権争いの舞台となった。とくにロシアは、軍港となる不凍港を求めていた。
1898年3月、「旅順・大連租借条約」を清国とのあいだで結んだロシアは、遼東半島南端の旅順港・大連湾と沿海州のウラジオストクを連絡し、なおかつ、対馬海峡を安全に航行しうるための海軍基地の設営箇所を求めていたが、こうしたロシアの膨張主義は自国の安全を脅かすものとして日本は危機感をつのらせたのであった。同年4月、東京において、日本の外務大臣西徳二郎男爵と駐日ロシア公使ロマン・ローゼン男爵の間で西・ローゼン協定が交わされた。そこでは、ロシアは韓国における日本の商工業の発展を認め、商用ならびに経済発展への日本の投資を妨害しないことが合意された。
しかし、この協定ののちも、朝鮮半島をめぐる日露両国の対立はつづき、1899年4月、ロシアのパヴロフ駐韓公使が軍艦で馬山浦に入港し、東洋汽船会社の杭を要地一帯に打ち込み、大韓帝国政府に対し馬山浦割譲を求めたのであった。韓国の朴斉純外部大臣は駐露公使の林董に連絡し、日本政府は陸軍参謀本部の資金を、釜山在住の日本商人（民間人）の名義を用いて周辺の土地買収をおこなった。こうして、1899年から翌1900年にかけて双方が争って買収合戦の様相を呈し、結局、ロシアによる単独租界の設置および軍港築港計画は頓挫した。しかし、この事件を経たことによって馬山は朝鮮半島第5の開港地となった。

## その後の馬山
馬山には日本人租界のほか、日露戦争まではロシア租界もあった。昌原府は1910年10月1日に馬山府に改名された。1914年に開港地付近を管轄する府制に基づく馬山府が設置され、商業の中心として発展した。